# Ewald Joachim von Eichmann
Ewald Joachim von Eichmann (* 20. September 1653 in Kolberg, Hinterpommern; † 4. Mai 1714) war ein deutscher Rechtsgelehrter und Kommunalpolitiker.
Eichmann hatte an der Universität Frankfurt an der Oder Rechtswissenschaften studiert und wurde dort 1689 unter Stryk mit einer Inauguraldissertation über das Konditionale Recht zum Dr. jur. promoviert. Er wurde später Ratsherr in Kolberg und war als Advokat des Pommerschen Hofgerichts tätig. Er war Landrat und von 1690 bis zu seinem Tode 1714 Bürgermeister in Kolberg. Wegen seiner Verdienste wurde er anlässlich der Königskrönung Friedrichs III. am 18. Januar 1701 in den erblichen Adelsstand erhoben. In den Jahren 1704, 1707 und 1712 kaufte er die drei Anteile des Gutes Neurese im Kreis Fürstenthum und wurde so Besitzer von ganz Neurese.
Der Stammvater der hinterpommerschen Adelsfamilie Eichmann hatte vier Söhne; sein Sohn Matthias Friedrich († 1760) wurde preußischer Kriegs- und Domänenrat, sein Sohn Emanuel Ernst († 1773), preußischer Kriegs- und Steuerrat, sein Sohn Martin Ludwig († 1792) preußischer Generalleutnant.
Aufgrund der Namensgleichheit wurde der vierte Sohn E(o)wald Joachim bei der Darstellung der Stammreihe oftmals mit seinem Vater verwechselt und nicht mit aufgeführt. So fehlt er z. B. im Gothaischen Taschenbuch der briefadeligen Häuser, fünfter Jahrgang, 1911, und folgende. Dass er dennoch zur Familie gehört, ergibt sich aus seiner Inaugural-Dissertation "De Festinatione Iudicis Illicita", in der er seinen Großvater und seinen Vater namentlich erwähnt.

## Schriften
- mit Samuel Stryk: Disputatio inaug. de jure reservationum. Vom Vorbeding- oder Vorbehaltungs-Recht. Kolberg/Pommern 1704.